# Подолати минуле: глобальна історія України
Книга «Подолати минуле: глобальна історія України» — результат 15-літньої роботи професора Ярослава Грицака. У ній автор прискіпливо препарує минуле і закликає до співтворення сучасної України. «Подолати» минуле — вийти за рамки національної історії і «перезавантажити» країну.
Поєднання глобального та локального є нагальною потребою для тих, хто намагається знайти вихід із кризи сучасності. Книжка пропонує такий підхід до сучасної України. Автор зазначає, що Україна утворилася внаслідок глобалізації та модернізації, разом із найтемнішими їх сторонами, пов'язаними з масовим насильством. Однак минуле — це не тюрма. Воно завжди залишає місце для вибору. Видання звертається до минулого, аби краще зрозуміти, де зараз є Україна і світ та куди вони могли б рухатися далі.
Цього разу історія не про прізвища, факти і дати, це про взаємозв'язки..
|                   | Кожна спроба вийти зі стану відсталості приречена на невдачу, якщо не враховує історичних факторів. Тому ключовим завданням є подолання минулого. |
| — Ярослав Грицак, | |

## Відзнаки та чарти:
- 2-е місце в категорії «Минувшина» у  Всеукраїнському рейтингу «Книжка року-2022».[3]
- У списку  найкращих українських книг 2021 року від Українського ПЕН-клубу, в категорії нон-фікшн[4]
- Увійшла до Короткого списку премії Книга року ВВС-Есеїстика-2022[5]
- У списку бестселерів 2022 року від Інституту книги [6]
- 1 місце учарті "Найпопулярніші аудіокниги на MEGOGO AUDIO за 1-й квартал 2023 року"[7]
- Увійшла до списку "Від Русі до України. 5 важливих книг про історію України" від ranok.ictv.ua[8]
- Увійшла до списку "5 книжок з історіі України, які має прочитати кожен" від vogue.ua[9]